# Победнице светских првенстава у атлетици на отвореном — 100 метара препоне
Дисциплина трчања на 100 метара са препонама у женској конкуренцији налази се у програму светских првенстава у атлетици од 1. Светског првенства 1983. у Хелсинкију.
Највише успеха у појединачној конкуренцији имала је Американка Гејл Деверс са освојене три златне и две сребрне медаље.Рекордерка Светских првенстава са временом од 12 секунди и 12 стотинки, оствареним 2022. у Јуџину је Нигеријка Тоби Амусан. Она је овај резултат истрчала у полуфиналној трци, док је у финалу била још бржа са 12,06 секунди, али уз недозвољено јак ветар у леђа. Резултат Амусан од 12,12 секунди је актуелни светски рекорд. У екипној конкуренцији Американке доминирају са освојених 17 медаља, од којих осам златних.
Освајачице медаља на светским првенствима и њихови резултати приказани су у следећој табели. Резултати су дати у формату секунде,стотинке.
| Светско првенство       |                                     |           |                                      |         |                                     |         |
| Хелсинки 1983. детаљи   | Бетине Јан Источна Немачка          | 12.35 *   | Керстин Кнабе Источна Немачка        | 12.45 * | Гинка Загорчева Бугарска            | 12.62 * |
| Рим 1987. детаљи        | Гинка Загорчева Бугарска            | 12.34 РСП | Глорија Ујбел-Зиберт Источна Немачка | 12.44   | Корнелија Ошкенат Источна Немачка   | 12.46   |
| Токио 1991. детаљи      | Људмила Нарожиленко Совјетски Савез | 12.59     | Гејл Деверс Сједињене Државе         | 12.63   | Наталија Григорјева Совјетски Савез | 12.69   |
| Штутгарт 1993. детаљи   | Гејл Деверс Сједињене Државе        | 12.46     | Марина Азјабина Русија               | 12.60   | Линда Толберт-Гуд Сједињене Државе  | 12.67   |
| Гетеборг 1995. детаљи   | Гејл Деверс Сједињене Државе        | 12.68     | Олга Шишгина Казахстан               | 12.80   | Јулија Граудин Русија               | 12.85   |
| Атина 1997. детаљи      | Људмила Енквист Шведска             | 12.50     | Светла Димитрова Бугарска            | 12.58   | Мишел Фримен Јамајка                | 12.61   |
| Севиља 1999. детаљи     | Гејл Деверс Сједињене Државе        | 12.37     | Глори Алози Нигерија                 | 12.44   | Људмила Енквист Шведска             | 12.47   |
| Едмонтон 2001. детаљи   | Анџанет Киркланд Сједињене Државе   | 12.42     | Гејл Деверс Сједињене Државе         | 12.54   | Олга Шишгина Казахстан              | 12.58   |
| Париз 2003. детаљи      | Пердита Фелисијен Канада            | 12.53     | Бриџит Фостер Јамајка                | 12.57   | Миша Мекелви Сједињене Државе       | 12.67   |
| Хелсинки 2005. детаљи   | Мишел Пери Сједињене Државе         | 12.66     | Делорин Енис-Лондон Јамајка          | 12.76   | Бриџит Фостер-Хилтон Јамајка        | 12.76   |
| Осака 2007. детаљи      | Мишел Пери Сједињене Државе         | 12.46     | Пердита Фелисијен Канада             | 12.49   | Делорин Енис-Лондон Јамајка         | 12.50   |
| Берлин 2009. детаљи     | Бриџит Фостер-Хилтон Јамајка        | 12.51     | Присила Лопез-Шлип Канада            | 12.54   | Делорин Енис-Лондон Јамајка         | 12.55   |
| Тегу 2011. детаљи       | Сели Пирсон Аустралија              | 12.28 РСП | Данијеле Карутерс Сједињене Државе   | 12.47   | Дон Харпер Сједињене Државе         | 12.47   |
| Москва 2013. детаљи     | Бриана Ролинс Сједињене Државе      | 12.44     | Сели Пирсон Аустралија               | 12.50   | Тифани Портер Велика Британија      | 12.55   |
| Пекинг 2015. детаљи     | Даниеле Вилијамс Јамајка            | 12.57     | Синди Роледер Немачка                | 12.59   | Алина Талај Белорусија              | 12.66   |
| Лондон 2017. детаљи     | Сели Пирсон Аустралија              | 12.59     | Дон Харпер-Нелсон Сједињене Државе   | 12.63   | Памела Дуткијевић Немачка           | 12.72   |
| Доха 2019. детаљи       | Ниа Али Сједињене Државе            | 12.34     | Кендра Херисон Сједињене Државе      | 12.46   | Данијеле Вилијамс Јамајка           | 12.47   |
| Јуџин 2022. детаљи      | Тоби Амусан Нигерија                | 12.06 *   | Британи Андерсон Јамајка             | 12.23 * | Џезмин Камачо-Квин Порторико        | 12.23 * |
| Будимпешта 2023. детаљи | Даниеле Вилијамс Јамајка            | 12.43     | Џезмин Камачо-Квин Порторико         | 12.44   | Кендра Херисон Сједињене Државе     | 12.46   |
| Токио 2025.             |                                     |           |                                      |         |                                     |         |

Напомена: *Резултати постигнути са недозвољеном јачином ветра у леђа.

## Биланс медаља у трци на 100 метара са препонама
Стање после СП 2023.
|     | Земља                |    |    |    |    |
| --- | -------------------- | -- | -- | -- | -- |
| 1.  | Сједињене Државе     | 8  | 5  | 4  | 17 |
| 2.  | Јамајка              | 3  | 3  | 5  | 11 |
| 3.  | Аустралија           | 2  | 1  | -  | 3  |
| 4.  | Источна Немачка      | 1  | 2  | 1  | 4  |
| 5.  | Канада               | 1  | 2  | -  | 3  |
| 6.  | Нигерија             | 1  | 1  | -  | 2  |
| 7.  | Совјетски Савез      | 1  | -  | 1  | 2  |
| 7.  | Шведска              | 1  | -  | 1  | 2  |
| 9.  | Бугарска             | -  | 1  | 1  | 2  |
| 9.  | Русија               | -  | 1  | 1  | 2  |
| 9.  | Казахстан            | -  | 1  | 1  | 2  |
| 9.  | Немачка              | -  | 1  | 1  | 2  |
| 9.  | Порторико            | -  | 1  | 1  | 2  |
| 14. | Уједињено Краљевство | -  | -  | 1  | 1  |
| 14. | Белорусија           | -  | -  | 1  | 1  |
|     | Укупно 15 земаља     | 19 | 19 | 19 | 57 |